# Muso Gonnosuke

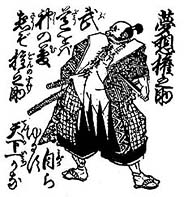
Afbeelding van Gonnosuke.

Muso Gonnosuke Katsuyoshi (夢想權之助勝吉) is een Japanse samoerai van rond omstreeks 1600. Hij is bekend als stichter van de Koryu school voor jojutsu, de Shinto Muso-ryu (神道夢想流/神道無想流); wat nu het moderne jodo is, een Japanse vechtsport waarbij een staf wordt gebruikt. Hij is vooral bekend om zijn duels met Miyamoto Musashi.

## Leven
Gonnosuke werd geboren in een samuraifamilie en beweerde, net zoals vele andere samurai uit die tijd, dat hij afstamde van een beroemde samurai, in zijn geval Minamoto Yoshinaka.
Gonnosuke was geen ronin zoals Musashi, die zijn meester kwijtraakte bij de slag om Segikahara. Muso Gonnosuke trok, net zoals vele andere samurai in die tijd, rond van de ene school naar de andere om zo zijn krijgskunst te perfectioneren. Zulk een pelgrimstocht wordt ook wel Musha Shugyo genoemd.
In verschillende scholen, waaronder de Tenshin Shoden Katori Shinto-ryu, leerde hij niet alleen met het zwaard, maar ook met de bo (een lange houten stok), de naginata (een hellebaard), de yari (speer) en talrijke andere wapens omgaan. Uiteindelijk zou hij de Menkyu-graad halen, die hem de volledige toelating gaf om les te geven in de Katori Shinto-ryu stijl en deze ook verder te ontwikkelen.

## Duels met Musashi en de uitvinding van jojutsu
Muso Gonnosuke heeft twee duels gevoerd tegen Miyamoto Musashi, de man die over het algemeen als de grootste zwaardvechter wordt beschouwd. Er zijn vele verhalen en legendes rond, maar wat er exact is gebeurd weet niemand. Over het algemeen wordt aangenomen dat toen Musashi in Edo was, hij een jongeling genaamd Muso Gonnosuke tegenkwam die vroeg om tegen hem te vechten. Musashi was net bezig van enkele stukken hout een boog te maken, toen Gonnosuke hem aanviel zonder ook maar een buiging te maken voor zijn tegenstander. Musashi reageerde echter snel en Gonnosuke kreeg een stoot, waardoor hij omver viel. Musashi had hem verslagen, maar schonk hem genade. Diep onder de indruk ging Gonnosuke weg. Hij trok verder en ging naar een Shinto-tempel voor de oorlogsgod, waar hij 37 dagen lang mediteerde, oefende en bad. Uiteindelijk viel hij uitgeput neer en een engel uit de hemel bracht hem de volgende boodschap: 'Raak de plexus solaris (suigetsu) van je tegenstander met een ronde stok.' Andere versies beweren dat hij deze engel in een droom te zien kreeg. Hoe dan ook, Gonnosuke begon een stok te maken van 128 cm lang, wat iets langer is dan de lengte van de katana, die rond de 100 cm schommelt. Deze extra lengte kon hij dan in zijn voordeel gebruiken. Samen met de stok vond hij ook een vijftal technieken uit om zwaardslagen op te vangen, af te weren en in de tegenaanval te gaan. Dit wapen staat nu bekend als de jo. Nu keerde hij terug naar Musashi om hem nogmaals uit te dagen, ditmaal gewapend met zijn jo.
Musashi gebruikte zijn bekende x-blok, maar Gonnosuke wist deze handig te omzeilen en gaf Musashi een stoot met zijn jo, waardoor Musashi het onderspit moest delven. Net zoals Musashi eerder had gedaan, schonk Gonnosuke hem ook genade. Samen trokken ze verder.
Beweerd wordt dat Muso Gonnosuke de enige is die Miyamoto Musashi ooit heeft verslagen, doch andere bronnen spreken dat dan weer tegen.
In hun verdere leven kwamen Musashi en Gonnosuke elkaar nog wel meer tegen, soms streden ze zelfs als partners.

## Verdere leven
Gonnosuke trok verder met zijn partner Musashi, maar uiteindelijk vestigde hij zich in Fukuoka, waar hij door de Kuroda-clan gevraagd werd om les te geven in het jojutsu aan een kleine selectie van hun krijgers. De vijf originele technieken van Gonnosuke werden aangepast en uitgebreid tot wat nu het Shinto Muso-ryu jojutsu in de oude stijl, of jodo in de moderne stijl is.
Het moderne jojutsu bleef voortbestaan na het einde van het actieve vechten in Japan en de ban op vechtsporten door de Verenigde Staten in het Japan na de Tweede Wereldoorlog. Jojutsu/jodo is nu een internationaal beoefende vechtsport.
De gedachtenis aan Muso Gonnosuke wordt levendig gehouden bij een Shinto-tempel, opgericht door Shimizu Takaji, een van de bekendste jodoka, die in 1978 overleed.

## Aanvullingen
- Veel exacte feiten over Gonnosuke zijn er niet bekend, de ene bron spreekt vaak de andere tegen. Dat op vandaag zijn er nog altijd discussies gaande omtrent deze samurai.
- In de roman "Moesasji", geschreven door Eiji Josjikawa, worden de duels tussen Musashi en Gonnosuke ook beschreven.
- Jodo blijft tot op de dag van vandaag een zeer populaire vechtsport.